# Marceau Gauthier
Pour les articles homonymes, voir Gauthier.
Marceau Gauthier, né le 21 août 1912 à Fourmies et décédé le 24 avril 1991 à Lille, est un homme politique français, membre du PCF.

## Biographie
Exerçant la profession de conducteur des travaux publics de l'État, il est plusieurs fois candidat aux élections législatives dans la 21e circonscription. En 1978, il arrive en tête au premier tour en recueillant 30,02 % des suffrages et est élu au second face au candidat RPR Christian Lefebvre, bénéficiant du retrait du député sortant socialiste Charles Naveau. 
Parallèlement à ce mandat parlementaire, il est conseiller général du canton de Trélon de 1964 à 1982 et adjoint au maire de Fourmies de 1965 à 1983.
Candidat à sa réélection en 1981, il termine en troisième position derrière les candidats du RPR et du PS et se retire en faveur du socialiste Marcel Dehoux qui est élu député.